# Wesley Willis

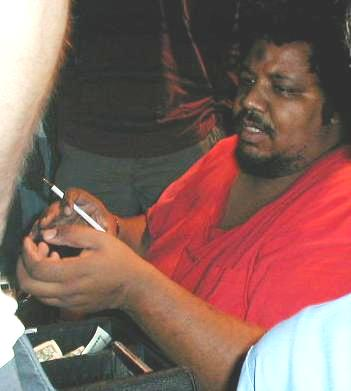
Wesley Willis (2000)

Wesley Willis (* 31. Mai 1963; † 21. August 2003 in Chicago) war ein US-amerikanischer Künstler und Musiker aus Chicago. Seine Musik ist gekennzeichnet durch Einfachheit und die teilweise bizarr wirkenden Texte, ähnlich einem Bewusstseinsstrom. Im Laufe seiner Musikkarriere (1989–2003) komponierte er über 1000 Lieder.
In seiner Kunstkarriere (1976–2003) zeichnete er hauptsächlich Architektur aus Chicago; bevorzugte Motive waren dabei Busse, Highways, Fast-Food-Restaurants und Wolkenkratzer.
Im Jahr 1989 wurde bei ihm Schizophrenie diagnostiziert. Die Musik half ihm laut eigener Aussage, die Stimmen in seinem Kopf zu bekämpfen. Diese Thematik haben Die Goldenen Zitronen, mit denen Willis durch die USA tourte (siehe Filmografie), in dem Lied Von den Dämonen des Wesley Willis (Album Lenin, 2006) aufgegriffen.
In den frühen Tagen des Peer-to-Peer-Filesharings erlangte er vor allem im Internet Berühmtheit. Aber auch im Sparten-Musikkanal VIVA Zwei wurden z. B. in den Sendungen Kamikaze (mit dem Moderator Niels Ruf) und Zwobot Ausschnitte einzelner seiner Videos gezeigt.
Willis starb an den Folgen einer chronischen myeloischen Leukämie.

## Filme
- Golden Lemons (aka Im Zentrum des rasenden Stillstands) – Dokumentarfilm von Jörg Siepmann über eine US-Tournee von Wesley Willis mit den Goldenen Zitronen im Vorprogramm. Deutschland, 2003.[1]
- The Daddy of Rock 'N' Roll – Dokumentarfilm von Daniel Bitton, 2003.